# Llallauquén (comuna)
El Municipio de Llallauquén fue una de las comunas que integró el antiguo Departamento de Cachapoal, en la Provincia de O’Higgins.
En 1907, de acuerdo al censo de ese año, la comuna tenía una población de 5737 habitantes. Su territorio fue organizado por decreto del 22 de diciembre de 1891, a partir del territorio de las Subdelegaciones 3.º El Carmen y 4.º El Manzano.

## Historia
La comuna fue creada por decreto del 22 de diciembre de 1891, con el territorio de las Subdelegaciones 3.º El Carmen y 4.º El Manzano.
En el 7.º censo de población de 1895, se cambia de Aldea de Yayauquén a Poblado de Llallauquén, teniendo presente que la Municipalidad de Llallauquén la formaban la Subdelegaciones 3.º El Carmen y 4.º El Manzano. El total de la población que cuenta el Municipio de Llallauquén corresponde a 5.827 personas.
Esta comuna fue suprimida mediante el Decreto con Fuerza de Ley N.º 8.583 del 30 de diciembre de 1927, dictado por el presidente Carlos Ibáñez del Campo como parte de una reforma político-administrativa, anexando su territorio a la comuna de Las Cabras. La supresión se hizo efectiva a contar del 1 de febrero de 1928.